# Жусансай
Жусанса́й (каз. Жусансай) — село у складі Ордабасинського району Туркестанської області Казахстану. Входить до складу Шубарського сільського округу.
Населення — 721 особа (2021; 719 у 2009, 627 у 1999, 600 у 1989).